# Reschenscheideckbahn
| Streckenlänge: | 79,680 km            |                                                              |                                                              |
| Spurweite: | 1435 mm (Normalspur) |                                                              |                                                              |
| Maximale Neigung: | 27,4 ‰               |                                                              |                                                              |
| Minimaler Radius: | 250 m                |                                                              |                                                              |
| Streckengeschwindigkeit: | 60 km/h              |                                                              |                                                              |
| |                      |                                                              |                                                              |
| \| \| \| Arlbergbahn von Innsbruck Hbf \| \| \| \| 0,00 \| Landeck \| 776 m ü. A. \| \| \| \| Arlbergbahn nach Bludenz \| \| \| \| 1,60 \| Landeck-Markt \| 787 m \| \| \| 1,90 \| Schloßbergtunnel (1250 m) \| Schloßbergtunnel (1250 m) \| \| \| \| Inn \| \| \| \| \| Inn \| \| \| \| 5,70 \| Urgen \| 827 m \| \| \| \| Inn \| \| \| \| 8,40 \| Fließ \| ~853 m \| \| \| \| \| \| \| \| \| \| \| \| \| \| Inn \| \| \| \| \| \| \| \| \| \| Fagge \| \| \| \| 14,15 \| Prutz \| ~868 m \| \| \| 16,70 \| Ried \| 882 m \| \| \| \| \| \| \| \| 21,95 \| Tösens \| 924 m \| \| \| \| \| \| \| \| \| ehem. proj. Oberinntalbahn[1] nach Scuol-Tarasp (Engadinerbahn) \| \| \| \| \| \| \| \| \| \| Inn \| \| \| \| \| Inn \| \| \| \| 28,30 \| Pfunds \| 1081 m \| \| \| 31,30 \| Brunnwald \| 1141 m \| \| \| 36,30 \| Finstermünz \| 1250 m \| \| \| 40,00 \| Nauders \| 1328 m \| \| \| 43,70 \| Piengertal \| 1413 m \| \| \| ~45,0 \| Staatsgrenze Österreich-Italien (seit 1920) \| Staatsgrenze Österreich-Italien (seit 1920) \| \| \| 47,90 \| Reschen \| 1509 m \| \| \| 50,31 \| Graun \| 1482 m \| \| \| 56,96 \| St. Valentin \| 1452 m \| \| \| 65,50 \| Burgeis \| 1288 m \| \| \| 71,78 \| Matsch \| 1165 m \| \| \| 79,68 \| Mals \| 997 m \| \| \| \| Vinschgaubahn nach Meran \| \| |                      |                                                              |                                                              |
| Strecke |                      | Arlbergbahn von Innsbruck Hbf                                | Arlbergbahn von Innsbruck Hbf                                |
| Bahnhof | 0,00                 | Landeck                                                      | 776 m ü. A.                                                  |
| Abzweig ehemals geradeaus und nach rechts |                      | Arlbergbahn nach Bludenz                                     | Arlbergbahn nach Bludenz                                     |
| Haltepunkt / Haltestelle (Strecke außer Betrieb) | 1,60                 | Landeck-Markt                                                | 787 m                                                        |
| Tunnel (Strecke außer Betrieb) | 1,90                 | Schloßbergtunnel (1250 m)                                    | Schloßbergtunnel (1250 m)                                    |
| Brücke über Wasserlauf (Strecke außer Betrieb) |                      | Inn                                                          | Inn                                                          |
| Brücke über Wasserlauf (Strecke außer Betrieb) |                      | Inn                                                          | Inn                                                          |
| Haltepunkt / Haltestelle (Strecke außer Betrieb) | 5,70                 | Urgen                                                        | 827 m                                                        |
| Brücke über Wasserlauf (Strecke außer Betrieb) |                      | Inn                                                          | Inn                                                          |
| Bahnhof (Strecke außer Betrieb) | 8,40                 | Fließ                                                        | ~853 m                                                       |
| Tunnel (Strecke außer Betrieb) |                      |                                                              |                                                              |
| Tunnel (Strecke außer Betrieb) |                      |                                                              |                                                              |
| Brücke über Wasserlauf (Strecke außer Betrieb) |                      | Inn                                                          | Inn                                                          |
| Tunnel (Strecke außer Betrieb) |                      |                                                              |                                                              |
| Brücke über Wasserlauf (Strecke außer Betrieb) |                      | Fagge                                                        | Fagge                                                        |
| Bahnhof (Strecke außer Betrieb) | 14,15                | Prutz                                                        | ~868 m                                                       |
| Bahnhof (Strecke außer Betrieb) | 16,70                | Ried                                                         | 882 m                                                        |
| Tunnel (Strecke außer Betrieb) |                      |                                                              |                                                              |
| Bahnhof (Strecke außer Betrieb) | 21,95                | Tösens                                                       | 924 m                                                        |
| |                      |                                                              |                                                              |
| Abzweig geradeaus und nach rechts (Strecke außer Betrieb) |                      | ehem. proj. Oberinntalbahn nach Scuol-Tarasp (Engadinerbahn) | ehem. proj. Oberinntalbahn nach Scuol-Tarasp (Engadinerbahn) |
| |                      |                                                              |                                                              |
| Brücke über Wasserlauf (Strecke außer Betrieb) |                      | Inn                                                          | Inn                                                          |
| Brücke über Wasserlauf (Strecke außer Betrieb) |                      | Inn                                                          | Inn                                                          |
| Bahnhof (Strecke außer Betrieb) | 28,30                | Pfunds                                                       | 1081 m                                                       |
| Blockstelle (Strecke außer Betrieb) | 31,30                | Brunnwald                                                    | 1141 m                                                       |
| Bahnhof (Strecke außer Betrieb) | 36,30                | Finstermünz                                                  | 1250 m                                                       |
| Bahnhof (Strecke außer Betrieb) | 40,00                | Nauders                                                      | 1328 m                                                       |
| Blockstelle (Strecke außer Betrieb) | 43,70                | Piengertal                                                   | 1413 m                                                       |
| Grenze (Strecke außer Betrieb) | ~45,0                | Staatsgrenze Österreich-Italien (seit 1920)                  | Staatsgrenze Österreich-Italien (seit 1920)                  |
| Bahnhof (Strecke außer Betrieb) | 47,90                | Reschen                                                      | 1509 m                                                       |
| Bahnhof (Strecke außer Betrieb) | 50,31                | Graun                                                        | 1482 m                                                       |
| Bahnhof (Strecke außer Betrieb) | 56,96                | St. Valentin                                                 | 1452 m                                                       |
| Bahnhof (Strecke außer Betrieb) | 65,50                | Burgeis                                                      | 1288 m                                                       |
| Bahnhof (Strecke außer Betrieb) | 71,78                | Matsch                                                       | 1165 m                                                       |
| Kopfbahnhof Strecke bis hier außer Betrieb | 79,68                | Mals                                                         | 997 m                                                        |
| Strecke |                      | Vinschgaubahn nach Meran                                     | Vinschgaubahn nach Meran                                     |

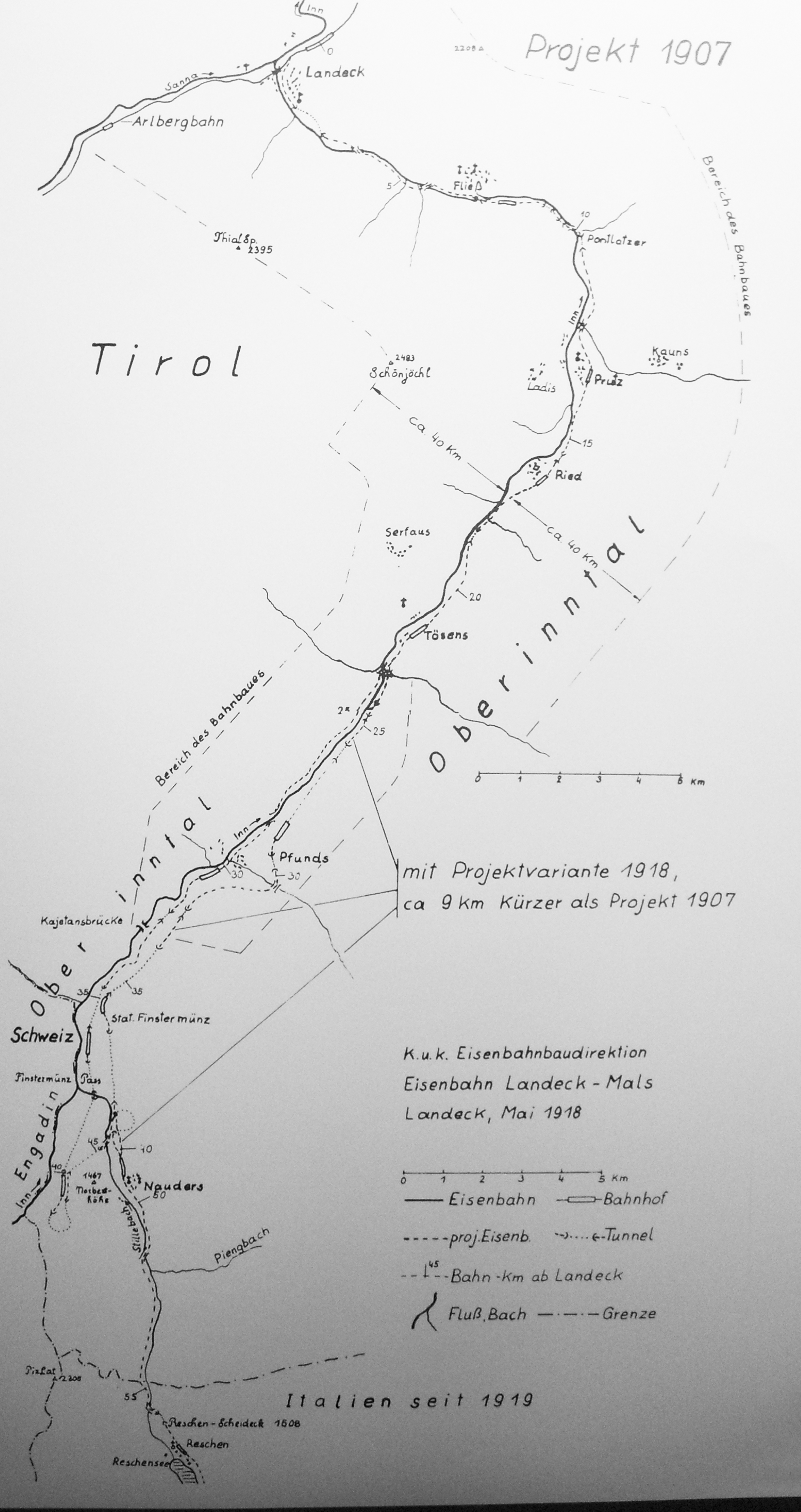
Plan des Projekts von 1907 mit Varianten 1918

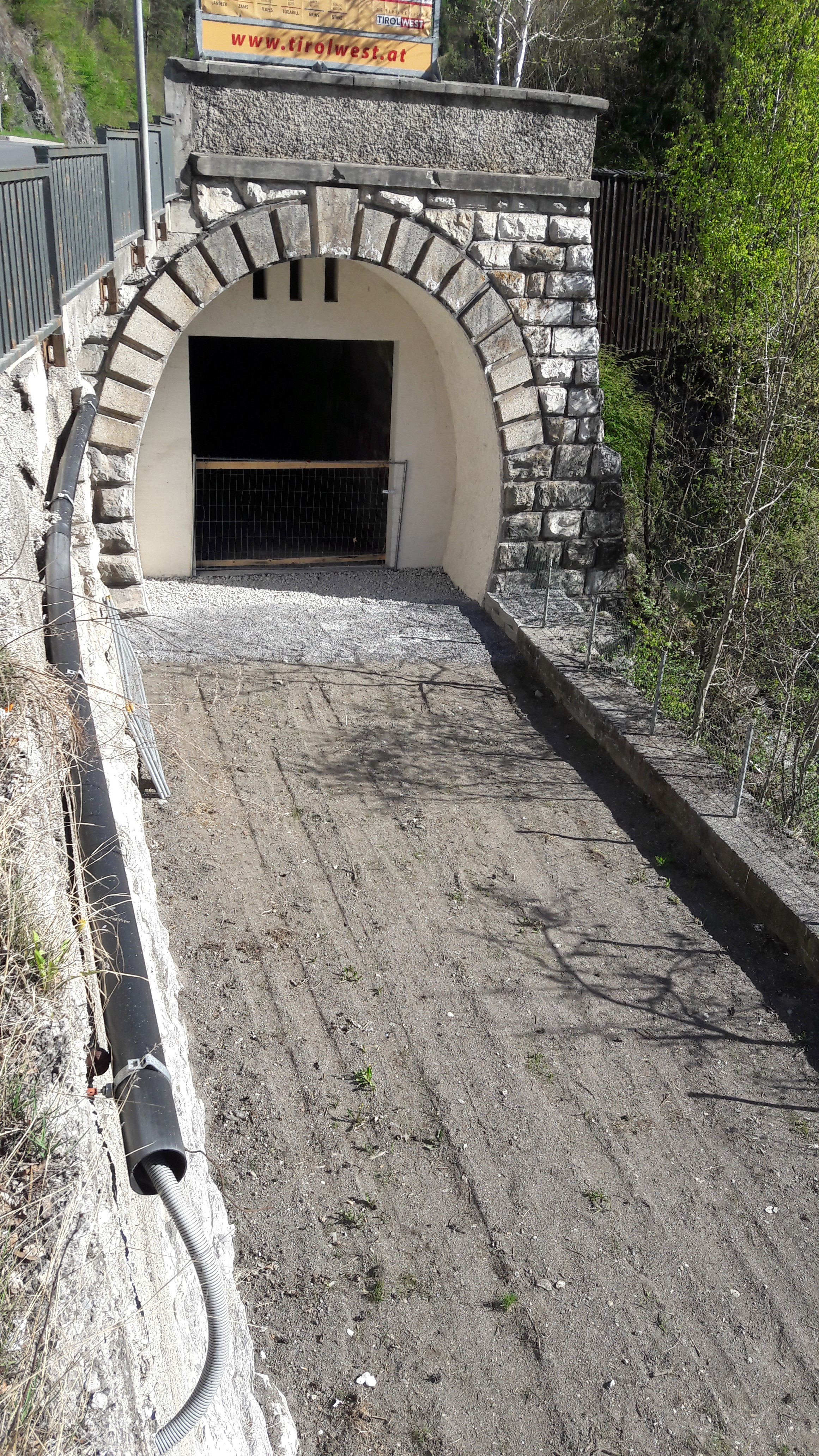
Rest der Trasse und Nordportal des Schloßbergtunnels (2017)

Die Reschenscheideckbahn oder Reschenbahn (italienisch Ferrovia del Resia) war eine geplante normalspurige Eisenbahnstrecke in Tirol, die von Landeck über den Reschenpass (1508 m) nach Mals führen sollte. Sie sollte die Arlbergbahn mit der Vinschgaubahn verbinden und auch einen Anschluss an die Schweiz herstellen. Für die Strecke wurden seit der Mitte des 19. Jahrhunderts zahlreiche Pläne erstellt. Im Zuge des Ersten und Zweiten Weltkriegs wurden kleinere Abschnitte gebaut, aber nie in Betrieb genommen.

## Planungen
Schon in der Mitte des 19. Jahrhunderts tauchten die ersten Pläne für eine Eisenbahnverbindung über den Reschen auf, die Tirol und Vorarlberg mit der norditalienischen Tiefebene und in weiterer Folge mit dem Hafen in Genua verbinden sollte. Die Reschenbahn hätte dabei das Bindeglied zwischen einer geplanten Fernbahn von Süddeutschland über Reutte und den Fernpass nach Landeck und der geplanten Ortlerbahn von Mals über Tirano nach Mailand dargestellt. Bei den Behörden in Wien stießen diese Pläne auf wenig Gegenliebe, da die österreichischen Häfen im Südosten (Venedig, Triest, Fiume) lagen und man außerdem keine Konkurrenz zur 1867 eröffneten und nicht ausgelasteten Brennerbahn wollte.
Mit der Eröffnung der Arlbergbahn 1884 bekam die Idee einer Reschenbahn erneut Auftrieb und es wurden mehrere konkrete Pläne vorgelegt. Ein 1890/91 von Franz Xaver Kreuter aus München vorgelegtes Projekt sah einen Dampfbetrieb mit zahlreichen Kehrtunneln, Kunstbauten und Steigungen bis zu 50 ‰ vor, die mit Zahnstangen überwunden werden sollten. 1905 schlug Karl Albert Gollwitzer aus Augsburg den Ausbau zur Hauptbahn mit maximal 12,5 ‰ Steigung und einer Streckengeschwindigkeit von 100 km/h vor.
1907 bewilligte die Regierung in Wien schließlich Mittel für eine Studie der Trasse und die Ausarbeitung eines Detailprojektes, das von Konstantin Ritter von Chabert geplant wurde. Ein Jahr später schloss die „Trassierungscommission“ die Detailplanung von Landeck bis Pfunds ab und führte Grundablösungen durch. Der Bau der Mittenwaldbahn von 1910 bis 1912 band allerdings Kräfte und finanzielle Mittel, so dass die Reschenbahn zurückgestellt wurde.
1912 legte Rudolf Gomperz eine volkswirtschaftliche Studie zur Reschenbahn vor. Er bezweifelte die Konkurrenzfähigkeit gegenüber bestehenden alpenquerenden Bahnverbindungen und damit den Nutzen für den Güterfernverkehr, sprach sich aber für eine günstiger zu verwirklichende Schmalspurbahn insbesondere zur touristischen Erschließung aus.

## Streckenführung
Die Reschenbahn sollte am Westkopf des Bahnhofs Landeck von der zur Innbrücke ansteigenden Arlbergbahn abzweigen und zunächst parallel zu ihr verlaufen, dann am rechten Ufer entlang dem Inn aufwärts folgen. Der bis an den Fluss heranreichende Burgfelsen, auf dem sich das Schloss Landeck befindet, wurde mit dem Schloßbergtunnel unterführt. Die Strecke sollte weiter am Talboden durch das Obere Gericht verlaufen und ab Pfunds in Schleifen und Kehrtunneln zum rund 500 m höher gelegenen Reschenpass ansteigen. Der Abstieg auf der Südrampe sollte wiederum in mehreren große Kehrschleifen bis Mals erfolgen, wo die 1906 vollendete Vinschgaubahn von Meran endete.
An zwei Stellen sollten Verbindungen in die Schweiz gebaut werden: Von Pfunds aus sollte eine meterspurige Bahn ins Engadin führen, die in Schuls an die Rhätische Bahn anschließen sollte. Eine weitere Strecke sollte in Taufers abzweigen und als Ofenbergbahn über den Ofenpass bis Zernez führen.
Während der grundlegende Streckenverlauf allen Projekten gleich war, variierten die Details, insbesondere was die Steigungen auf den Rampen und damit die Lage und Anzahl der Schleifen und Kehrtunnel betraf.

## Bau
Gegen Ende des Ersten Weltkriegs gewann aufgrund von Nachschubproblemen an der Südfront eine Bahn über den Reschen als „Frontbahn“ strategische Bedeutung. Auf der Grundlage der Pläne Chaberts von 1907 arbeitete die k. u. k. Militärbauleitung unter der Leitung von Julius Khu und Leopold Oerley ein neues Projekt aus. Dessen Bergstrecke begann bereits in Tösens und nicht erst in Pfunds, wodurch die Rampe um 9 km verkürzt wurde und mit weniger Hochbauten auskam. Der Bau begann am 1. April 1918 und schritt rasch voran.
Mit dem Waffenstillstand zwischen Österreich-Ungarn und der Entente am 3. November 1918 wurde der Bau der Reschenscheideckbahn eingestellt. Bis dahin war rund ein Fünftel der Strecke von Landeck nach Tösens fertiggestellt, darunter ein Tunnel und eine Behelfsbrücke über den Inn bei Fließ. Über 4000 Arbeiter, darunter viele russische Kriegsgefangene, waren mit dem Bau beschäftigt. Mit Inkrafttreten des Vertrags von Saint-Germain fiel Südtirol 1920 an Italien und der Reschen wurde zur Staatsgrenze. Von italienischer Seite bestand kein Interesse an einem Weiterbau der Reschenbahn, und in Österreich waren keine finanziellen Mittel vorhanden. Noch bis 1923 bestand die Bauleitung in Landeck, die aber nur einzelne Sicherungs- und Erhaltungsarbeiten durchführen ließ.
Nach dem Anschluss Österreichs ans Deutsche Reich 1938 rückte die Reschenbahn als zusätzliche Verbindung zwischen Deutschland und der Achsenmacht Italien wieder ins Blickfeld, es wurden aber keine konkreten Schritte unternommen. Gegen Ende des Zweiten Weltkriegs stellten sich ähnliche Probleme wie im Ersten: Die Brennerstrecke war massiver Bombardierung ausgesetzt und der Nachschub nach Süden oft unterbrochen. Unter Gauleiter Franz Hofer sollte daher die Reschenscheideckbahn nach den Normalien der Deutschen Reichsbahn gebaut werden. Im Dezember 1944 wurden die Arbeiten wiederaufgenommen und Gleise im Stadtgebiet von Landeck verlegt. Der Anstieg vom Inntal zum Reschen sollte diesmal mit einer Standseilbahn von der Kajetansbrücke nach Nauders überwunden werden, was entsprechende Umladestellen nötig machte. Wiederum mit Kriegsende wurden im Mai 1945 die Arbeiten eingestellt.

## Weitere Entwicklung
Mit dem Bau der Kraftwerke am oberen Inn ab 1953 gab es erneut Überlegungen zum Ausbau eines Teilstücks der Strecke, die aber nie realisiert wurden. 1954 wurden die Gleise im Stadtgebiet von Landeck abgebaut, später der Schloßbergtunnel auf beiden Seiten vermauert.
Die Pläne wurden zugunsten des Ausbaus der Reschenstraße, die zeitweise als Schnellstraße geplant war, endgültig ad acta gelegt. Die Trasse ist noch heute an manchen Stellen zu erkennen. Das inzwischen vermauerte Nordportal des Schloßbergtunnels ist das einzige erhaltene Bauwerk des Projekts und wurde unter Denkmalschutz gestellt.
Auch nach dem endgültigen Aus für die Reschenscheideckbahn tauchten immer wieder neue Pläne auf. So wurde eine Fernpass-Reschen-Bahn als Alternative zum Neubau der Brennerachse ins Spiel gebracht.
Mit der Fertigstellung der Vereinalinie 1999 und der Wiedereröffnung der 1990 eingestellten Vinschgaubahn 2005 erhielten auch Pläne für eine Verbindung zwischen Graubünden und Südtirol über den Ofenpass sowie die Verbindung entlang des Inns von Scuol nach Landeck neuen Auftrieb.
Im Jahr 2015 forderte der Südtiroler Landtag die Landesregierung einstimmig dazu auf, „mit dem Bundesland Tirol und dem Kanton Graubünden in Kontakt zu treten, um die Möglichkeiten einer Umsetzung der Bahnverbindung von Mals nach Landeck auszuloten.“ Im Jahr 2020 wurde das Projekt von Vertretern der Europaregion Tirol–Südtirol–Trentino erneut zur Diskussion gebracht.